# Roland Dorfeuille
Pour les articles homonymes, voir Dorfeuille.
Roland Dorfeuille, également appelé Pyram, est un acteur haïtien né le 28 mars 1943 et mort le 9 octobre 2008 à Carrefour.

## Biographie
Roland Dorfeuille a joué le rôle de Pyram dans la traduction en créole haïtien de Les Émigrés (Pèlen Tèt) par le polonais Slamovir Mrozek et traduit par Frankétienne. Il joue le rôle d'un prolétaire, proche de l'intellectuel interprété par François Latour (Polidò). Head Trap est l'histoire d'immigrants partageant une seule maison à New York. La pièce a définitivement donné à l'acteur le nom de Pyram. La pièce est réalisée durant la dictature de Jean-Claude Duvalier. À cause de cette pièce, le gouvernement a conçu des lois de censure.
A la fin des années 1980, il a joué dans une série policière, Monsieur Pyram et Gabel, feuilletons écrits par Bob V. Lemoine et diffusés chaque semaine à la Télévision nationale d'Haïti. 
Roland joue le rôle d'un vieil homme riche, prétendant d'une jeune femme en manque d'argent, dans les films Cousines avec les acteurs Jimmy Jean-Louis et Jessica Géneus. 
Pyram fait également de la publicité depuis plus de vingt ans. 
Roland Dorfeuille a trois enfants. Haendel Dorfeuille, également acteur, est son fils.

## Filmographie
- Gabriel : Pyramide[3]
- 1992 : M. Pyram, agent secret 812 : Pyram
- 2001 : Bouki nan paradi : Bouki
- 2005 : Cousines : Felix

## Théâtre
- Bouki nan Paradi, pièce écrite par Frank Fourcher
- Pèlen tèt[4],[5]